# 郭松根
郭松根（1903年6月15日—1982年），臺灣臺南廳（今臺南市）人，公共衛生學家，曾至法國留學，臺灣戰後時期在臺灣大學及中華民國內政部任職，後離開臺灣，至世界衛生組織工作。

## 生平
郭松根1903年6月15日出生，為郭樹榮長男:494。1926年畢業於臺灣總督府臺北醫學專門學校:40，後至中國及南洋一帶遊歷:494，並於英屬新加坡維多利亞女皇醫院（Queen Victoria Hospital）及陳篤生醫院任職:192，1929年11月辭職返回臺灣，任臺灣總督府中央研究所衛生部技手，研究熱帶衛生學:47，1933年以論文〈紅外線之衛生學研究〉（赤外線ノ衛生學ト研究）:47獲京都帝國大學授予醫學博士學位:494，當時法國駐日本大使館正在舉行公費留學法國的醫生選拔考試:189，其獲選赴該國留學:189:3:47，得到巴黎大學之理學博士學位:192，法國政府後留他繼續研究兩年:47，他亦利用節餘之公費遊歷歐洲各國:189:47。據說其在歐洲見到各國抵制日本貨物之情景，並將此事告訴親友，故遭臺灣總督府顧忌，郭松根原要前往上海，但並未成功，因此到日本待了一年:189:47。1939年任滿洲國新京醫科大學（今長春大學）教授:189。醫師葉鳴岡為郭松根學生，據其回憶，每年該校會有種樹活動，但郭松根往往都不參加，當被問及原因時，他只說：「我不是來種樹的，我是來研究的。」:48
戰後擔任國立長春大學醫學院院長:40兼附設醫院院長及長春市立第一醫院院長:46，同時組織長春臺灣同鄉會，為會長，負責與聯合國善後救濟總署商洽，將在長春的臺灣人分5梯次載運回臺灣:192。回臺灣後於1947應聘擔任臺灣大學醫學院教授:40，亦曾是衛生學教室主任:40及教務主任:189。1949年得到美國醫藥援華會（American Bureau for Medical Aid to China）資助:53赴美國約翰霍普金斯大學公共衛生學院研習，獲得公共衛生碩士學位，1953年任臺灣大學公共衛生研究所所長:40-41，1955年任中華民國內政部衛生司長，翌年辭職，轉赴法國任世界衛生組織顧問，為擔任該職的首位臺灣人。1982年，郭松根於巴黎過世。